# Männer-Volleyballnationalmannschaft der DDR
Die Männer-Volleyballnationalmannschaft der DDR war eine Auswahl der besten ostdeutschen Spieler, die die Deutsche Demokratische Republik bei internationalen Turnieren und Länderspielen repräsentierte. Sie existierte während der deutschen Teilung parallel zur Mannschaft der Bundesrepublik. Ihre größten Erfolge waren der Gewinn der Weltmeisterschaft 1970 und die Silbermedaille bei den Olympischen Spielen 1972. Nach der Wiedervereinigung setzten einige aktive Spieler der DDR ihre Karriere in der gemeinsamen deutschen Nationalmannschaft fort.

## Geschichte

### Weltmeisterschaft
Die DDR nahm 1956 in Paris zum ersten Mal an einer Weltmeisterschaft teilte und erreichte den zwölften Platz. Einen Rang besser war sie 1962 in der Sowjetunion. Vier Jahre später steigerten sich die Männer aus Ostdeutschland und verpassten beim Turnier in der CSSR als Vierter nur knapp die Medaillenränge. 1970 in Bulgarien gelang ihnen der größte Erfolg in der WM-Geschichte der DDR. Die Mannschaft blieb bereits in der Vorrunde bei nur einem verlorenen Satz ungeschlagen. In der Finalrunde besiegte sie unter anderem den Titelverteidiger Tschechoslowakei, bevor es am vorletzten Spieltag eine 2:3-Niederlage gegen Japan gab. Im entscheidenden letzten Spiel gegen die Gastgeber gewann die DDR den fünften Satz nach deutlichem Rückstand und wurde Weltmeister. 1974 in Mexiko kam der Titelverteidiger auf den vierten Platz. Bei den nächsten Turnieren 1978 in Italien sowie 1982 in Argentinien wurde die DDR-Auswahl Neunter und Zwölfter. Anschließend konnte sie sich nicht mehr für die Weltmeisterschaft qualifizieren.

### Europameisterschaft
1958 in Prag nahm die DDR erstmals an einer Europameisterschaft teil. Dabei kam es im ersten Spiel der Vorrunde zum Duell mit der Bundesrepublik, das die ostdeutschen Volleyballer mit 3:0 für sich entschieden. In der Finalrunde gewannen sie schließlich die Gruppe, die um die Plätze 9 bis 16 spielte. Das gleiche Ergebnis erreichte die DDR 1963 in Rumänien. Diesmal kam es im letzten Spiel des Turniers zum Aufeinandertreffen der beiden deutschen Mannschaften. Vier Jahre später verbesserte sich die DDR bei der EM in der Türkei auf den vierten Platz. 1971 in Italien trat die Mannschaft als amtierender Weltmeister an, verpasste aber erneut knapp die Medaillenränge. Nach dem siebten Rang 1975 wurde die DDR 1977 und 1979 jeweils Neunter. In der Vorrunde der EM 1981 kam es erneut zum deutschen Duell, das die DDR 3:0 gewann. Anschließend verlor die DDR in der Finalgruppe jedoch alle fünf Spiele und wurde Sechster. Zwei Jahre später waren die Ostdeutschen Gastgeber der EM 1983. In der Finalgruppe gelang ihnen nur ein Sieg gegen Italien, weshalb sie das Turnier wieder auf dem sechsten Rang beendeten. Anschließend verpassten sie zwei Turniere. Beim letzten EM-Auftritt vor der Wiedervereinigung kam es 1989 in Schweden noch einmal zum deutschen Duell. Diesmal unterlag die DDR der Bundesrepublik und verlor somit alle Vorrundenspiele. Bei den Platzierungsspielen war sie jedoch erfolgreicher und kam auf den neunten Platz.

### Olympische Spiele
Die DDR nahm an zwei olympischen Turnieren teil. 1968 in Mexiko-Stadt spielten alle Teilnehmer in einer Gruppe und die DDR belegte den vierten Rang. 1972 in München besiegten die Ostdeutschen unter anderem den Gastgeber und kamen als Gruppenzweiter hinter Japan weiter. Nachdem sie im Halbfinale den Titelverteidiger Sowjetunion bezwungen hatten, trafen sie im Endspiel wieder auf die Asiaten, die mit 3:1 siegten. Die Silbermedaille ist bisher das beste Ergebnis einer deutschen Mannschaft bei Olympischen Spielen.

### World Cup
Bei der ersten Ausgabe des World Cup qualifizierte sich die DDR 1965 in Polen als Gruppensieger für die Finalrunde. Dort wurde sie schließlich Fünfter. Vier Jahre später waren die Ostdeutschen Gastgeber des World Cup 1969. Sie überstanden die Vorrunde ohne Niederlage und verloren in der Finalgruppe nur das letzte Spiel gegen Japan. Trotzdem setzten sie sich in der Gesamtwertung knapp vor den Asiaten durch und gewannen den Wettbewerb. Es war gleichzeitig ihre letzte Teilnahme.

### Weltliga / Europaliga
Diese beiden Wettbewerbe entstanden erst nach dem Ende der Deutschen Demokratischen Republik.

### Spielerpersönlichkeiten
- Erich Bahner
- Jürgen Freiwald
- Horst Hagen
- René Hecht
- Jürgen Kessel
- Wolfgang Löwe
- Wolfgang Maibohm
- Jürgen Maune
- Horst Peter
- Eckehard Pietzsch
- Siegfried Schneider
- Arnold Schulz
- Rudi Schumann
- Rainer Tscharke
- Wolfgang Webner
- Wolfgang Weise

## Trainer der A-Nationalmannschaft
| von  | bis  | Name            |
| ---- | ---- | --------------- |
| 1951 | 1952 | Herbert Gabriel |
| 1953 | 1954 | Werner Brock    |
| 1955 | 1955 | Gerhard Feck    |
| 1955 | 1957 | Fritz Döring    |
| 1957 | 1958 | Helmut Hampel   |
| 1959 | 1959 | Fritz Döring    |
| 1960 | 1974 | Herbert Jenter  |
| 1975 | 1978 | Kurt Radde      |
| 1979 | 1980 | Herbert Jenter  |
| 1981 | 1983 | Lothar Schröter |
| 1984 | 1986 | Bernd Walther   |
| 1987 | 1987 | Rolf Hornschuch |
| 1988 | 1990 | Ulrich Sernow   |